# Abbondanza isotopica
L'abbondanza isotopica è il rapporto tra il numero di atomi di un determinato isotopo di un elemento e il numero di atomi totali dell'elemento.
L'abbondanza isotopica è variabile da campione a campione, ma abbastanza uniforme da potersi considerare costante per calcoli del peso atomico di un elemento (quello riportato solitamente nella tavola periodica).
L'abbondanza naturale è la percentuale che esprime il rapporto fra il numero di atomi dell'isotopo naturale (quindi stabile, come ad esempio il 1H) e quello di tutti gli altri atomi.

## Rapporto di abbondanza
L'abbondanza isotopica si può esprimere con il rapporto di abbondanza:
{\displaystyle R={\frac {^{m}X}{^{n}X}}}
dove {\displaystyle ^{i}X} è la concentrazione dell'isotopo di massa {\displaystyle i} dell'elemento {\displaystyle X}.
Dato che, normalmente, il rapporto di abbondanza ha valori molto bassi, si preferisce usare la grandezza:
{\displaystyle \delta ={\frac {R_{campione}-R_{standard}}{R_{standard}}}}
dove {\displaystyle R_{campione}} è il rapporto di abbondanza del campione in esame, e {\displaystyle R_{standard}} è il rapporto di abbondanza di un materiale di riferimento. Questa grandezza viene normalmente espressa in unità ‰.

## Frazionamento isotopico
Gli isotopi di uno stesso elemento, avendo massa diversa, hanno proprietà chimiche e fisiche leggermente diverse. Per questo, durante le trasformazioni chimiche e fisiche avviene un frazionamento isotopico, cioè i due isotopi si distribuiscono con un'abbondanza differente nei reagenti e nei prodotti. Ad esempio, nell'evaporazione dell'acqua, la molecola H218O, che ha una tensione di vapore leggermente inferiore a quella della molecola H216O, tenderà a rimanere in fase liquida, aumentando la sua abbondanza isotopica in questa. Il vapore acqueo formato dall'evaporazione avrà quindi una minore abbondanza dell'isotopo 18O rispetto all'originale abbondanza nell'acqua.